# Reserva Ecológica Manglares Churute
Die Reserva Ecológica Manglares Churute befindet sich im Westen von Ecuador. Das 493,89 km² große Schutzgebiet wurde am 26. Juli 1979 eingerichtet. Seit 1990 ist das Schutzgebiet als ein Ramsar-Gebiet ausgewiesen. Das Schutzgebiet wurde außerdem von BirdLife International als eine Important Bird Area („wichtiges Vogelareal“) klassifiziert.

## Lage
Die Reserva Ecológica Manglares Churute liegt an der Ostküste des Golfs von Guayaquil in der Provinz Guayas. Das Schutzgebiet umfasst neben Landflächen auch Teile des Ästuars des Río Guayas. Zum Reservat gehören die Inseln Matorrillos, Los Ingleses, Los Álamos, Malabrigo, Cabeza de Mate und Churutillo. Im Schutzgebiet befindet sich der Süßwassersee El Canclón sowie der 680 m hohe Höhenrücken der Cordillera de Churute.

## Ökologie
Etwa 60 Prozent des Landareals sind von Mangrovenwäldern bedeckt. Es sind 5 der 7 in Ecuador vorkommenden Mangrove-Typen vertreten: mangle rojo („roter Mangrove“), mangle blanco („weißer Mangrove“), mangle negro („schwarzer Mangrove“), mangle jelí („grauer Mangrove“) und mangle colorado („bunter Mangrove“). In der Tierra firme und in den höheren Lagen wachsen Trockenwälder. In den Feuchtgebieten findet sich eine hohe Artenvielfalt an Fischen, Mollusken und Krebstieren. Die Vogelwelt ist mit mehr als 300 Arten vertreten. Bemerkenswerte Vogelarten sind die Hummelelfe (Chaetocercus bombus), der Graurückenbussard (Leucopternis occidentalis) und die Gelbbauchtaube (Leptotila ochraceiventris). In dem Areal befindet sich die größte Kolonie des Hornwehrvogels (Anhima cornuta) innerhalb Ecuadors. Zu den Säugetieren im Reservat gehören der Mantelbrüllaffe, der Krabbenwaschbär, das Hoffmann-Zweifingerfaultier und  das Guayaquil-Hörnchen.